# Miloš Tichý
| 6426 Vanýsek            | 2 marzo 1995      |
| 6802 Černovice          | 24 ottobre 1995   |
| 6928 Lanna              | 11 ottobre 1994   |
| 7359 Messier            | 16 gennaio 1996   |
| 7440 Závist             | 1º marzo 1995     |
| 7441 Láska              | 30 luglio 1995    |
| 7495 Feynman            | 22 novembre 1995  |
| 7496 Miroslavholub      | 27 novembre 1995  |
| 7532 Pelhřimov          | 22 ottobre 1995   |
| 7669 Malše              | 4 agosto 1995     |
| 7791 Ebicykl            | 1º marzo 1995     |
| 7846 Setvák             | 16 gennaio 1996   |
| 8048 Andrle             | 22 febbraio 1995  |
| 8222 Gellner            | 22 luglio 1996    |
| 8554 Gabreta            | 25 maggio 1995    |
| 8572 Nijo               | 19 ottobre 1996   |
| 8740 Václav             | 12 gennaio 1998   |
| 9102 Foglar             | 12 dicembre 1996  |
| 9224 Železný            | 10 gennaio 1996   |
| 9884 Příbram            | 12 ottobre 1994   |
| 10170 Petrjakeš         | 22 febbraio 1995  |
| 10205 Pokorný           | 7 agosto 1997     |
| 10213 Koukolík          | 10 settembre 1997 |
| 10234 Sixtygarden       | 27 dicembre 1997  |
| 10403 Marcelgrün        | 22 novembre 1997  |
| 10577 Jihčesmuzeum      | 2 maggio 1995     |
| 10872 Vaculík           | 12 ottobre 1996   |
| 11124 Mikulášek         | 14 ottobre 1996   |
| 11128 Ostravia          | 3 novembre 1996   |
| 11134 České Budějovice  | 4 dicembre 1996   |
| 11141 Jindrawalter      | 12 gennaio 1997   |
| 11144 Radiocommunicata  | 2 febbraio 1997   |
| 11338 Schiele           | 13 ottobre 1996   |
| 11339 Orlík             | 13 novembre 1996  |
| 11656 Lipno             | 6 marzo 1997      |
| 12010 Kovářov           | 18 ottobre 1996   |
| 12406 Zvíkov            | 25 settembre 1995 |
| 12448 Mr. Tompkins      | 12 dicembre 1996  |
| 12833 Kamenný Újezd     | 2 febbraio 1997   |
| 13229 Echion            | 2 novembre 1997   |
| 13681 Monty Python      | 7 agosto 1997     |
| 13792 Kuščynskyj        | 7 novembre 1998   |
| 13804 Hrazany           | 9 dicembre 1998   |
| 14054 Dušek             | 12 gennaio 1996   |
| 14068 Hauserová         | 21 aprile 1996    |
| 14190 Soldán            | 15 dicembre 1998  |
| 14206 Sehnal            | 15 febbraio 1999  |
| 14537 Týn nad Vltavou   | 10 settembre 1997 |
| 14541 Sacrobosco        | 20 settembre 1997 |
| 14974 Počátky           | 22 settembre 1997 |
| 15374 Teta              | 16 gennaio 1997   |
| 15399 Hudec             | 2 novembre 1997   |
| 15890 Prachatice        | 3 aprile 1997     |
| 15960 Hluboká           | 2 febbraio 1998   |
| 16083 Jorvik            | 12 ottobre 1999   |
| 16781 Renčín            | 12 dicembre 1996  |
| 16794 Cucullia          | 2 febbraio 1997   |
| 17167 Olgarozanova      | 4 luglio 1999     |
| 17607 Táborsko          | 2 ottobre 1995    |
| 17608 Terezín           | 12 ottobre 1995   |
| 17694 Jiránek           | 4 marzo 1997      |
| 17805 Švestka           | 30 marzo 1998     |
| 18497 Nevězice          | 11 giugno 1996    |
| 18531 Strakonice        | 4 dicembre 1996   |
| 18841 Hruška            | 6 settembre 1999  |
| 19384 Winton            | 6 febbraio 1998   |
| 20164 Janzajíc          | 9 novembre 1996   |
| 20187 Janapittichová    | 14 gennaio 1997   |
| 20364 Zdeněkmiler       | 20 maggio 1998    |
| 21270 Otokar            | 19 luglio 1996    |
| 21290 Vydra             | 9 novembre 1996   |
| 21602 Ialmenus          | 17 dicembre 1998  |
| 21785 Méchain           | 21 settembre 1999 |
| 21873 Jindřichůvhradec  | 29 ottobre 1999   |
| 22442 Blaha             | 14 ottobre 1996   |
| 22450 Nové Hrady        | 3 novembre 1996   |
| 22465 Karelanděl        | 15 gennaio 1997   |
| 22503 Thalpius          | 7 ottobre 1997    |
| 22618 Silva Nortica     | 28 maggio 1998    |
| 24837 Mšecké Žehrovice  | 22 ottobre 1995   |
| 24838 Abilunon          | 23 ottobre 1995   |
| 25258 Nathaniel         | 7 novembre 1998   |
| 25340 Segoves           | 10 settembre 1999 |
| 25434 Westonia          | 29 novembre 1999  |
| 26314 Škvorecký         | 16 ottobre 1998   |
| 26328 Litomyšl          | 18 novembre 1998  |
| 26340 Evamarková        | 13 dicembre 1998  |
| 26969 Biver             | 20 settembre 1997 |
| 26971 Sezimovo Ústí     | 25 settembre 1997 |
| 27087 Tillmannmohr      | 24 ottobre 1998   |
| 28220 York              | 28 dicembre 1998  |
| 29401 Astérix           | 1º ottobre 1996   |
| 29402 Obélix            | 14 ottobre 1996   |
| 29477 Zdíkšíma          | 31 ottobre 1997   |
| 29555 MACEK             | 18 febbraio 1998  |
| 29738 Ivobudil          | 23 gennaio 1999   |
| 31092 Carolowilhelmina  | 6 febbraio 1997   |
| 31109 Janpalouš         | 14 agosto 1997    |
| 31124 Slavíček          | 22 settembre 1997 |
| 31232 Slavonice         | 1º febbraio 1998  |
| 31238 Kroměříž          | 21 febbraio 1998  |
| 33061 Václavmorava      | 2 novembre 1997   |
| 35233 Krčín             | 26 maggio 1995    |
| 35268 Panoramix         | 19 agosto 1996    |
| 35269 Idéfix            | 21 agosto 1996    |
| 35446 Stáňa             | 6 febbraio 1998   |
| 35977 Lexington         | 3 luglio 1999     |
| 35978 Arlington         | 5 luglio 1999     |
| 36035 Petrvok           | 6 agosto 1999     |
| 37699 Santini-Aichl     | 13 gennaio 1996   |
| 37736 Jandl             | 15 novembre 1996  |
| 40206 Lhenice           | 26 settembre 1998 |
| 40230 Rožmberk          | 14 ottobre 1998   |
| 43954 Chýnov            | 7 febbraio 1997   |
| 43971 Gabzdyl           | 8 aprile 1997     |
| 44530 Horáková          | 25 dicembre 1998  |
| 44597 Thoreau           | 6 agosto 1999     |
| 45299 Stivell           | 6 gennaio 2000    |
| 46692 Taormina          | 2 febbraio 1997   |
| 47144 Faulkes           | 7 agosto 1999     |
| 47294 Blanský les       | 28 novembre 1999  |
| 48638 Třebíč            | 3 ottobre 1995    |
| 48794 Stolzová          | 5 ottobre 1997    |
| 48844 Belloves          | 18 febbraio 1998  |
| 49698 Váchal            | 1º novembre 1999  |
| 50413 Petrginz          | 27 febbraio 2000  |
| 52665 Brianmay          | 30 gennaio 1998   |
| 53093 La Orotava        | 28 dicembre 1998  |
| 55082 Xlendi            | 25 agosto 2001    |
| 56329 Tarxien           | 28 novembre 1999  |
| 56422 Mnajdra           | 2 aprile 2000     |
| 58424 Jamesdunlop       | 22 febbraio 1996  |
| 58607 Wenzel            | 19 ottobre 1997   |
| 58608 Geroldrichter     | 22 ottobre 1997   |
| 58664 IYAMMIX           | 21 dicembre 1997  |
| 58682 Alenašolcová      | 10 gennaio 1998   |
| 59001 Senftenberg       | 26 settembre 1998 |
| 59830 Reynek            | 10 settembre 1999 |
| 60423 Chvojen           | 4 febbraio 2000   |
| 61208 Stonařov          | 30 luglio 2000    |
| 66934 Kálalová          | 26 novembre 1999  |
| 69469 Krumbenowe        | 16 gennaio 1996   |
| 70409 Srnín             | 21 settembre 1999 |
| 70679 Urzidil           | 30 ottobre 1999   |
| 70936 Kámen             | 28 novembre 1999  |
| 75223 Wupatki           | 28 novembre 1999  |
| 79354 Brundibár         | 16 gennaio 1997   |
| 85389 Rosenauer         | 22 agosto 1996    |
| 85516 Vaclík            | 2 novembre 1997   |
| 87097 Lomaki            | 7 giugno 2000     |
| 90926 Stáhalík          | 22 settembre 1997 |
| 91006 Fleming           | 28 gennaio 1998   |
| 91007 Ianfleming        | 30 gennaio 1998   |
| 95072 ČVUT              | 15 gennaio 2002   |
| 100728 Kamenice n Lipou | 2 febbraio 1998   |
| 118214 Agnesediboemia   | 12 gennaio 1996   |
| 121089 Vyšší Brod       | 24 marzo 1999     |
| 129595 Vand             | 2 novembre 1997   |
| 133077 Jirsík           | 2 novembre 1997   |
| 136666 Seidel           | 17 settembre 1995 |
| 138979 Černice          | 14 febbraio 2001  |
| 145768 Petiška          | 12 agosto 1997    |
| 152750 Brloh            | 21 gennaio 1999   |
| 171588 Náprstek         | 26 novembre 1999  |
| 190333 Jirous           | 23 settembre 1998 |
| 192439 Cílek            | 1º novembre 1997  |
| 350509 Vepřoknedlozelo  | 14 gennaio 2000   |

Miloš Tichý (Počátky, 1966) è un astronomo ceco.

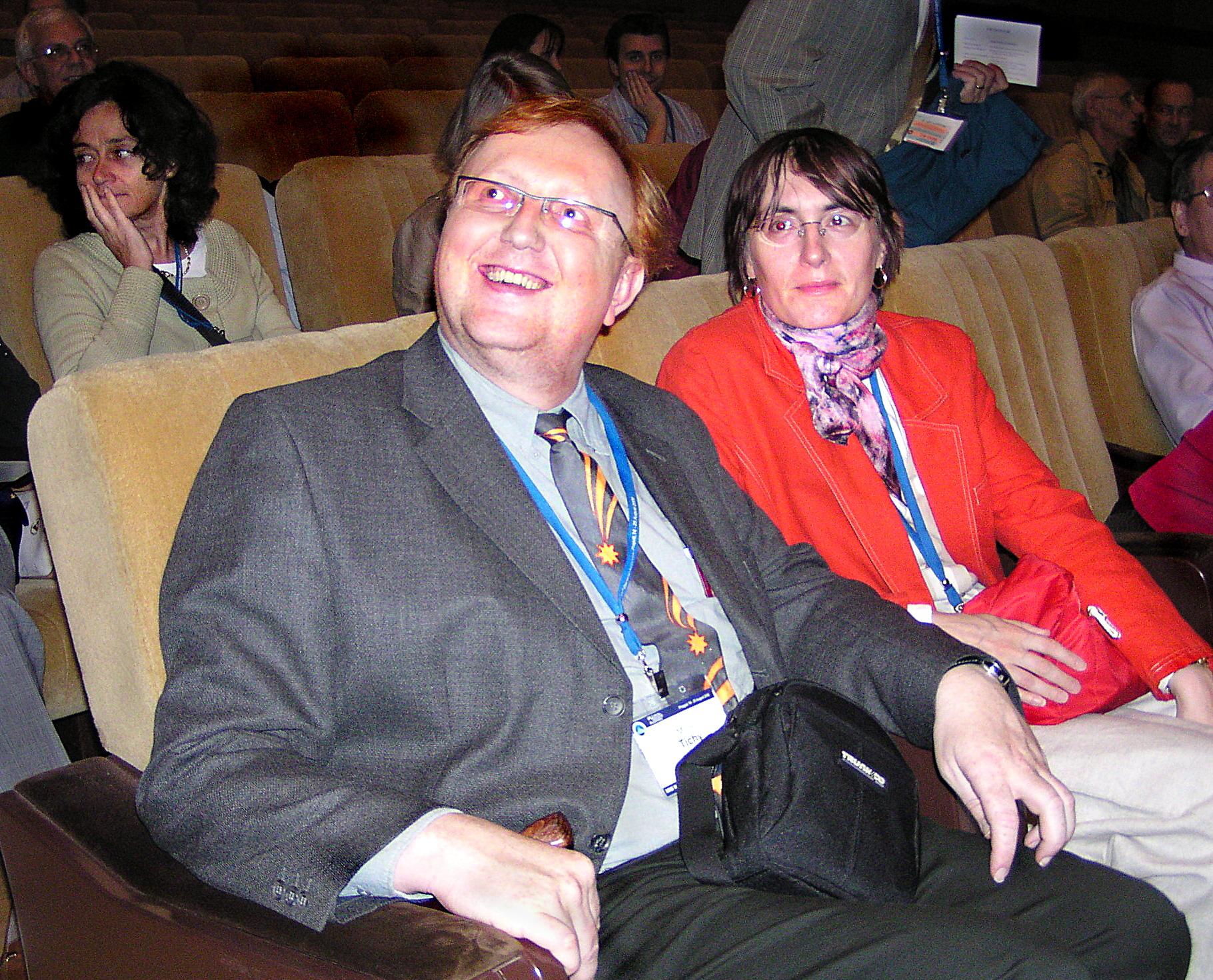
Miloš Tichý con la moglie Jana Tichá a Praga nel 2006.

Tichý è un prolifico scopritore di asteroidi e lavora insieme alla moglie Jana Tichá all'osservatorio di Kleť.
Il Minor Planet Center gli accredita le scoperte di 198 asteroidi, effettuate tra il 1994 e il 2005, in parte in collaborazione con altri astronomi: Michal Kočer, Zdeněk Moravec e Jana Tichá.
Ha inoltre scoperto la cometa periodica 196P/Tichy.
Gli è stato dedicato l'asteroide 3337 Miloš.